# Latinska förbundet
Latinska förbundet (omkring 600-talet–338 f.Kr.) var en sammanslutning av omkring 30 byar och stammar i provinsen Latium nära antikens Rom, skapat för gemensamt försvar. Cato d.ä. räknar upp några av städerna i latinska förbundet: Tusculum, Aricia, Lanuvium, Lavinium, Cora, Tibur, Pometia och Ardea

## Latinska förbundet skapas
Det skapades ursprungligen för skydd mot fiender från omgivande områden under staden Alba Longas ledning. Under 500-talet f.Kr. försökte etruskiska kungar etablera sitt styre över Aricia, men förbundets politik hindrade etruskernas invasion. Den tidiga romerska republiken bildade en allians med latinska förbundet 493 f.Kr. Enligt den romerska traditionen följde detta avtal, Foedus Cassianum, på en romersk seger över förbundet i slaget vid Regillus. Avtalet stadgade, att både Rom och Latinska förbundet skulle dela på byte från militära erövringar (vilket sedermera skulle bli en av orsakerna till det latinska kriget 341–338 f.Kr.) och att gemensamma fälttåg skulle ledas av romerska generaler. Denna allians slog tillbaka anfall från sådana folk som aequierna och volskerna - nomadiska stammar från Apenninerna – som hindrades att invadera Latium genom att man använde sammanblandade arméer. Det är fortfarande oklart om latinarna hade accepterat Rom som medlem i förbundet eller om avtalet undertecknades mellan den romerska republiken och det latinska förbundet.

## Romarna tar över förbundet
Roms ökande makt ledde gradvis till att det började dominera förbundet. Då originalavtalet 358 f.Kr. skulle förnyas infördes formellt romerskt ledarskap för förbundet, vilket ledde till det latinska krigets utbrott (343–338 f.Kr.). Efter romersk seger upplöstes förbundet.
Efter förbundets upplösning 338 f.Kr. döpte romarna om dess städer till municipium och grundade coloniae i dem. Detta innebar, att städerna nu styrdes av Rom (eller den romerska republiken) och att folket i dem ansågs vara romerska kolonisatörer.